# Julia Schmidt (Schauspielerin)
Julia Schmidt (* 6. August 1973 in Düsseldorf) ist eine deutsche Schauspielerin. Besondere Popularität erlangte sie an der Seite von Robert Atzorn und Tilo Prückner in der Fernsehserie Tatort als Kriminalmeisterin Jenny Graf.

## Werdegang
Von 1984 bis 1995 beteiligte sich Julia Schmidt während ihrer Schulzeit an freien Theaterprojekten in Düsseldorf und Hamburg, bevor sie von 1995 bis 1999 an der Hochschule für Musik und Theater Hamburg studierte. 1998 nahm sie an der Inszenierung des Stallerhofes im Theater im Zimmer und von Maß für Maß sowie Emil und die Detektive im Deutschen Schauspielhaus (beide in Hamburg) teil.

## Filmografie

### Fernsehfilme
- 1998: Der Laden
- 2000: Der Mann, den sie nicht lieben durfte
- 2001: Tatort – Exil!
- 2001: Tatort – Hasard!
- 2002: Tatort – Der Passagier
- 2002: Tatort – Undercover
- 2003: Tatort – Harte Hunde
- 2003: Tatort – Mietsache
- 2004: Tatort – Todes-Bande
- 2004: Tatort – Verlorene Töchter
- 2005: Tatort – Im Alleingang
- 2005: Tatort – Ein Glücksgefühl
- 2005: Die Bluthochzeit
- 2006: Hochzeit um jeden Preis
- 2006: Tatort – Feuerkämpfer
- 2006: Freundschaften und andere Neurosen
- 2006: Polizeiruf 110 – Schneewittchen
- 2007: Immer Wirbel um Marie
- 2008: Tatort – Und tschüss
- 2010: Polizeiruf 110 – Die Lücke, die der Teufel lässt
- 2015: Kommissarin Heller: Querschläger
- 2020: Polizeiruf 110 – Der Tag wird kommen

### Serien
- 2000: Bella Block (Fernsehserie, Folge Blinde Liebe)
- 2004: Nikola (Fernsehserie)
- 2006: Pfarrer Braun (Fernsehserie, Folge Der unsichtbare Beweis)
- 2007: Post Mortem – Beweise sind unsterblich (Fernsehserie, Folge Die Suche)
- 2007: Die Rettungsflieger (Fernsehserie, Folge Echte Freundschaft)
- 2014: Mord mit Aussicht (Fernsehserie, Folge Klingelingeling)
- 2014: Großstadtrevier (Fernsehserie, Folge Die kleine Polizistin)
- 2016: Morden im Norden (Fernsehserie, Folge Ausgespielt)
- 2018: In aller Freundschaft – Die jungen Ärzte (Fernsehserie, Folge Rettung)

## Auszeichnungen
- Förderpreis für Schauspielstudenten des Bundesministers für Bildung, Wissenschaft, Forschung und Technologie für die Darstellung der Rollen „Berta“ und „Münsterer“ in Pioniere in Ingolstadt anlässlich des Schauspielschultreffens in München, 1998.
- Nachwuchspreis des deutschen Fernsehpreises 2000 für ihre Darstellung in Bella Block – Blinde Liebe.